# Харф-эль-Мусайтира
Харф-эль-Мусайтира (араб.  حرف المسيترة‎) или Харф-эль-Мсайтра — небольшой город на северо-западе Сирии, расположенный на территории мухафазы Латакия. Входит в состав района Эль-Кардаха. Является административным центром одноимённой нахии.

## Географическое положение
Город находится в юго-восточной части мухафазы, на западных склонах горного хребта Ансария, на высоте 598 метров над уровнем моря.

Харф-эль-Мусайтира расположена на расстоянии приблизительно 28 километров к юго-востоку от города Латакия, административного центра провинции и на расстоянии 203 километров к северо-северо-западу (NNW) от Дамаска, столицы страны.

## Население
По данным официальной переписи 2004 года численность населения города составляла 2540 человек (1299 мужчин и 1241 женщина).

## Транспорт
Ближайший гражданский аэропорт — Международный аэропорт имени Басиля Аль-Асада.